# 凹叶红豆
凹叶红豆（学名：Ormosia emarginata）为豆科红豆属下的一个种。

## 扩展阅读
- 維基物種上的相關：凹叶红豆